# 백련교

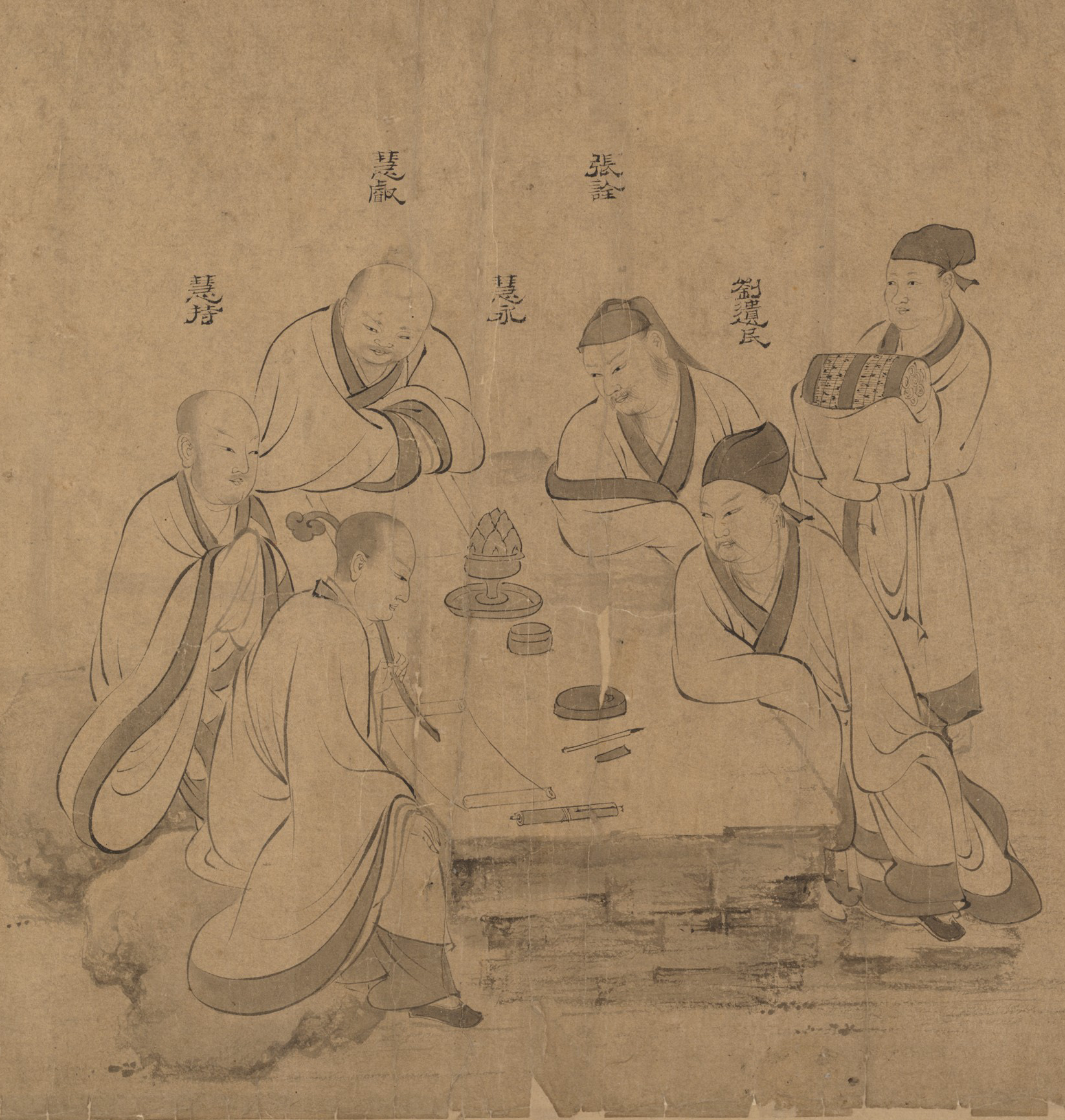
명청시대(추정)의 백련교도들.

백련교(중국어 간체자: 白莲教, 정체자: 白蓮敎, 병음: Báiliánjiào)는 불교와 도교가 혼합된 중국의 밀교다. 구세주 명왕(明王), 즉 미륵의 도래를 기다린다. 이후 종교가 발전하면서 무생노모라는 여신을 숭배하게 되었다.

## 기원
백련교의 종교적 배경은 402년 려산 동림사의 정토종 승려 혜원이 백련사(白蓮社)를 만든 것으로까지 거슬러 올라간다. 이후 북송 시대에 남중국 곳곳에 백련사의 지부들이 퍼져나갔다. 9세기에서 14세기 사이에 중국 정토종은 명교(마니교)와 상호작용하며 영향을 주고받았고, 종내에는 너무 밀접하게 결합해서 불교와 명교를 구분할 수 없을 정도로 습합했다.
12세기에 모자원(법명 자조[慈照])이 각지에 흩어진 백련사들을 규합하기 위해 백련종(白蓮宗)을 세웠고, 연참당(蓮懺堂)을 지어 거기서 백련종의 가르침을 설파하니 이것이 백련교의 기초가 되었다. 백련교는 불교와 명교의 혼합종교로서 구세주의적 미륵신앙과 채식주의를 강조했다. 남자와 여자가 자유로이 교제할 수 있게 해서 사회적 충격을 주었다.:94

## 역사
백련교의 교리는 현세의 고난으로부터 구원을 추구하는 일종의 메시아 사상으로 볼 수 있다. 창세주인 무생노모(無生老母)가 미륵을 이 세상으로 보내서 자신의 흩어진 자녀들을 거두어들여 '진공가향'(眞空家鄕)이라는 일종의 천국에 귀의시키고 평화로운 천년왕국이 인간세계에 실현될 것이라고 선전했다. 백련교도들은 불교식으로 향을 피우고 불공을 드리는 한편 새로 올 왕국을 대비하며 무술 수련도 하였다.
백련교는 중국 역사에서 두번 큰 역할을 하는데 첫 번째는 14세기 원나라가 망하고 명나라가 세워질 때 이른바 홍건적의 난의 사상적 기원이 되었다. 명의 태조 주원장도 백련교도로 출발하여 중국을 통일하고 명을 세웠다.
두 번째는 18세기 말 청나라에서 일어난 무장반란인데 이 때도 이민족인 만주족의 지배에 대항하여 한족을 중심으로 저항하는 세력으로 청나라의 쇠퇴에 큰 영향을 미쳤다. 이후에도 백련교도는 여러차례 청나라에 반대하는 비밀결사로 조직되었고 나중에 의화단의 모태가 되기도 하였다.

## 같이 보기
- 홍건적의 난
- 백련교도의 난
- 당새아의 난
- 홍무제